# Gregor Sračnjek
Gregor Sračnjek, slovenski veslač, * 6. maj 1979, Kranj.
Sračnjek je za Slovenijo nastopil na Poletnih olimpijskih igrah 2000 v Sydneyju in na Poletnih olimpijskih igrah 2004 v Atenah.
Na igrah leta 2000 je veslal v dvojcu brez krmarja, ki je osvojil 11. mesto. V Atenah je veslal v četvercu brez krmarja in z njim osvojil 9. mesto. 